# Birpur
Birpur (nepalski: बीरपुर) – gaun wikas samiti w zachodniej części Nepalu w strefie Lumbini w dystrykcie Kapilvastu. Według nepalskiego spisu powszechnego z 2001 roku liczył on 1523 gospodarstw domowych i 9442 mieszkańców (4477 kobiet i 4965 mężczyzn).